# Eek (eik)

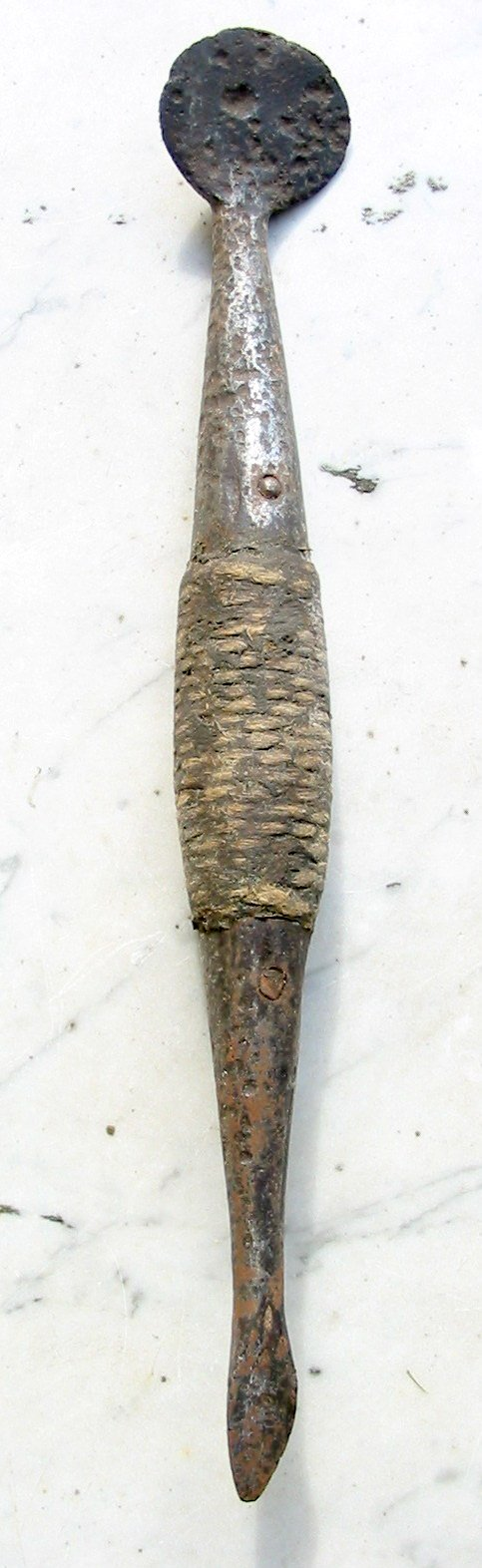
Een eekschiller

Eek of bark is de gedroogde bast van de eik, na toevoegen van water wordt het run en taan genoemd. Run werd gebruikt bij het bewerken van dierenhuiden tot leer. Taan voor het verduurzamen van zeildoek en touw.
Al vanaf de middeleeuwen werd hiervoor speciaal eikenhakhout geteeld, dat om de 10 tot 12 jaar in mei en juni als de sapstroom het sterkst was gekapt werd. De schors werd vaak door kinderen eerst van de stammen losgeklopt en vervolgens afgeschild. Deze wijze van eekproductie hield in de Lage Landen tot het begin van de twintigste eeuw stand.
De bast werd gedroogd in eekschuren om vervolgens vermalen te worden in eek- of runmolens. Met water aangelengd was het tot poeder gemalen materiaal geschikt voor de leerlooierij of in de taanderij.